# Катаев, Виталий Витальевич
Вита́лий Вита́льевич Ката́ев (1925—1999) — советский дирижёр и педагог. Заслуженный артист Белорусской ССР (1966). Заслуженный деятель искусств Российской Федерации (1997). Профессор (1985).

## Биография
В. В. Катаев родился 23 декабря 1925 года.
Его отец — Виталий Петрович Катаев (1893—1969) — закончил Горный институт в Екатеринбурге (1917), во время Гражданской войны был адъютантом генерала Б. Зиневича в штабе А. В. Колчака. После Гражданской войны руководил лабораторией Московского технологического института (канд. технич. наук). С начала Великой Отечественной войны активно участвовал в эвакуации московских фабрик и предприятий. Увлекался классической музыкой, свободно играл на фортепиано, часто устраивал семейные концерты. Награждён медалью «За доблестный труд в Великой Отечественной войне» (1945). Мать — Вера Алексеевна Катаева (Киселевич) (1900—1987) — закончила Киевскую женскую гимназию (1917), камерная певица, с 1930-х гг. выпускались грампластинки с записями романсов и песен в её исполнении. С начала Великой Отечественной войны в составе концертных бригад ездила по передовым позициям 1-го и 2-го Белорусского и 1-го и 2-го Украинского фронтов с концертами в поддержку офицеров и солдат их армий. Награждена медалями «За доблестный труд в Великой Отечественной войне» (1945) и «Ветеран труда» (1974).
С 1934 г. В. В. Катаев учился в московской Центральной музыкальной школе по классу скрипки у В. М. Вульфмана, затем у А. К. Габриэляна Архивная копия от 23 сентября 2011 на Wayback Machine.
В 1942 г. ушёл на фронт, служил в 120-мм миномётной батарее 14-го стрелкового полка 343-й стрелковой бригады, затем в военных оркестрах, где впервые начал дирижировать.
После демобилизации (1948) работал скрипачом в различных московских оркестрах, в 1951 году окончил Музыкальное училище при Московской консерватории по классу скрипки А. К. Габриэляна. В том же году поступил на отделение оперно-симфонического дирижирования МГК имени П. И. Чайковского, классы К. П. Кондрашина и [dic.academic.ru/dic.nsf/enc_biography/105944/%D0%A0%D0%B0%D1%86%D0%B5%D1%80 Е. Я. Рацера], посещал также класс Н. П. Аносова. Сразу по окончании МГК имени П. И. Чайковского (1956) был принят в аспирантуру ЛГК имени Н. А. Римского-Корсакова (1959) под руководством Н. С. Рабиновича.
В 1956 году В. В. Катаева, ещё аспиранта, пригласили занять пост главного приглашённого дирижёра Симфонического оркестра
Карельского радио (Петрозаводск).
По окончании аспирантуры (1959) работал дирижёром и педагогом Оперной студии ЛГК имени Н. А. Римского-Корсакова.
С 1960 возглавляет кафедру оперной подготовки ГМПИ имени Гнесиных, совмещая педагогическую работу с концертной деятельностью в Москве.
В 1962 году В. В. Катаев принимает приглашение занять пост художественного руководителя и главного дирижёра ГАСО БССР (Минск). По его инициативе в 1966 году в БелГК создаётся кафедра оперно-симфонического дирижирования, которую он возглавляет до 1968 года.
В 1972—1974 годах — художественный руководитель и главный дирижёр Государственного духового оркестра России, в 1976 года приглашается на пост художественного руководителя и главного дирижёра Ленинградского ЛМАТОБ имени М. П. Мусоргского, где работает в течение полутора лет.
С 1972 по 1999 год В. В. Катаев работал в Оперной студии МГК имени П. И. Чайковского(дирижёр, руководитель музыкальных спектаклей).
С 1995 года — главный дирижёр Билькентского академического симфонического оркестра ВАSSO (Анкара-Билькент, Турция).
Скончался 12 марта 1999 года. Похоронен в Москве на Пятницком кладбище.

## Семья
Жена — Любовь Григорьевна Бергер (1931—1999) — музыковед, искусствовед, кандидат философских наук, член Союза композиторов России (1962). Закончила Московскую консерваторию как музыковед и органист (1956, класс A. Ф. Гедике), а также отделение истории искусств МГУ (1955). Автор более 20 работ о современной музыке, истории культуры, философии, теории и истории музыки и её связях с другими видами искусства. Осн. работы: «О выразительности музыки Д. Д. Шостаковича» (сб. «Черты стиля Д. Шостаковича», М., Сов. композ., 1962); «Контрапунктический принцип композиции в творчестве П. Хиндемита» (сб. «Теоретические проблемы музыкальных форм и жанров», М., Музыка, 1971); «Соответствие полифонического и гомофонного стилей пространственным концепциям искусства» (сб. «Театр. пространство», М., Сов. худож., 1979); «Восточные истоки выразительности античной музыки и её европейское композиционное мышление» (сб. «Культура и искусство Античного мира», М., Сов.худож., 1980); «Перспективы компьютерно-акустической музыки» (сб. «Динамика культурных и социальных связей», Ин-т Философ. РАН, 1992); «Пространственный образ мира (парадигма познания) в структуре художественного стиля», («Вопросы философии», 1994, № 4); «Эпистемология искусства» (монография, Ин-т Философ. РАН, М., Русск.мир, 1997).
Дочь — Ирина Витальевна Катаева (р. 1954), пианистка, педагог. Окончила Московскую консерваторию по классу Я. И. Мильштейна (1980) и аспирантуру ГМПИ им. Гнесиных по классу Е. М. Славинской (1985). Наряду с концертной деятельностью в Западной Европе, России и США и участием в записях компакт-дисков, является профессором и ведёт фортепианный класс в Парижской Высшей национальной консерватории музыки и танца — Региональной консерватории Париж-Эври. Регулярно проводит мастер-классы и концерты с Молодежной оперной программой Большого театра России. С 2012 — худ. руководитель фестиваля «Музыкальные встречи» в г. Обтерр (Франция). Муж — французский пианист Пьер-Лоран Эмар (р. 1957).
Сын — Григорий Витальевич Катаев (р. 1964) — режиссёр, окончил постановочный факультет Школы-студии МХАТ и режиссёрский факультет ВГИКа (мастерская М. М. Хуциева). Член Союза кинематографистов (2001), Гильдии кинорежиссёров России, преподаватель ВГИКа. Ведет режиссуру и актёрское мастерство во ВГИКе и в МИТРО, читает лекции в университетах США
Брат — Игорь Витальевич Катаев (р. 1922—2020) — композитор, пианист, педагог. Солист Московской филармонии. Член Союза композиторов России (1970). Окончил Московскую консерваторию как пианист (1950, кл. Л. Н. Оборина) и ГМПИ им. Гнесиных как композитор (1970, класс А. Г. Чугаева). С 1992 — проф. Остравской консерватории (Чехия). В 2016 году вернулся в Россию, его произведения исполнялись на «Московской осени» 2016, 2018 и других российских фестивалях. В последние годы жизни, несмотря на свой возраст, он с успехом выступал как пианист, лектор и аккомпаниатор.

## Симфоническое дирижирование
В. В. Катаев в своей исполнительской деятельности всегда искал новые пути. В 1963 он исполнил в Минске 13-ю симфонию Д. Д. Шостаковича — вскоре после московской (мировой) премьеры, вызвавшей острую реакцию официального советского руководства. Многие его концерты и гастрольные выступления ломали советские стереотипы восприятия современной западной музыки. Смелость, необходимая для исполнения сочинений некоторых советских и современных западных авторов, рождалась из ясного понимания своей художественной цели. Эта артистическая бескомпромиссность и отказ вступить в КПСС сказались в дальнейшем на карьере В. В. Катаева, лишив его многих возможностей и более высокого положения в официальной музыкальной иерархии страны, однако талант, сильный характер и огромная работоспособность позволяли ему достигать поставленных перед собой творческих целей.
В. В. Катаев работал с оркестрами Москвы, Санкт-Петербурга, Минска, многих других городов СССР, а также в Великобритании, Германии, Франции, Норвегии, Финляндии, Болгарии, Венгрии, Югославии, Румынии и Турции. Вместе с ним на сцене выступали С. Т. Рихтер, Д. Ф. Ойстрах, Э. Г. Гилельс, Я. В. Флиер, М. Л. Ростропович, Л. Б. Коган, И. Менухин, Дж. Огдон, М. Фрагер, П.-Л. Эмар, В. В. Третьяков, Г. Л. Соколов, Д. Б. Шафран, А. Б. Любимов, В. В. Крайнев, Р. Р. Керер, Т. П. Николаева, О. М. Каган, Н. Г. Гутман, Н. Н. Шаховская, А. Чикколини, И. А. Монигетти, М. Усиода и многие другие музыканты.
В концертах В. В. Катаева исполнялись реквиемы В. А. Моцарта, Дж. Верди, Г. Берлиоза, «Военный реквием» Б. Бриттена, «Страсти» И. С. Баха, симфонии и концерты Л. ван Бетховена, П. И. Чайковского, Ф. Шуберта, И. Брамса, А. Дворжака, Ф. Мендельсона, С. В. Рахманинова, П. Хиндемита, Д. Д. Шостаковича, С. С. Прокофьева, «Песнь о Земле» и симфонии Г. Малера, симфонические поэмы Р. Штрауса, сюиты и симфонии И. Ф. Стравинского, «Симфонические танцы» К. Штокхаузена, «История доктора Иоганна Фауста» и симфонии А. Г. Шнитке.
Явлениями были премьеры В. В. Катаева в качестве дирижёра-режиссёра: оратория А. Онеггера «Жанна д’Арк на костре Архивная копия от 26 мая 2011 на Wayback Machine», полная театрально-сценическая постановка (Минск, Рига, Вильнюс, 1969-71; Ленинград, БКЗ «Октябрьский», 1974); поэма «Прометей» А. Н. Скрябина с полным цвето-световым сопровождением согласно замыслу автора (Ленинград, БКЗ «Октябрьский», 1974, солист А. Б. Любимов); оратория С. С. Прокофьева «Царь Иван Грозный» — театрально-сценическая постановка с участием И. М. Смоктуновского (Минск, 1992; Париж, 1992-93, Петрозаводск, 1994). Среди других крупных российских и зарубежных премьер дирижёра — симфония № 1 «Иеремия» Л. Бернстайна (1983), «Реквием» Э. В. Денисова (1984), оратории «Преображение…» и «Еt ехресtum…» О. Мессиана в 1985-86, симфонии К. Нистеда (Норвегия), М.Блёза (Франция), Ф. Тишхаузера (Швейцария) в 1987—1990. Впервые после 113-летнего перерыва в 1980 В. В. Катаев исполнил в Москве с Большим симфоническим оркестром симфонию Э. Грига и стал титульным редактором первого в мире издания этой партитуры (М., «Музыка», 1985). Он записал диски с такими редко исполняемыми сочинениями, как «Реквием» Э. В. Денисова, Симфония № 1 Л. Сумеры (Эстония), Симфония № 5 А. Л. Локшина.

## Оперное дирижирование
Большое внимание В. В. Катаев уделял оперному театру, где сумел выразить себя не только как музыкальный руководитель и дирижёр, но и как режиссёр, поставив несколько спектаклей. Обладая острым драматическим чутьём, он внёс свой вклад в попытки разрешить традиционное для оперы противоречие между пением и драматическим действием на сцене. Режиссурой начал заниматься ещё в пятидесятые годы в Оперной студии Ленинградской консерватории, одновременно являясь и дирижёром спектаклей. Дирижёрско-режиссёрскими постановсками В. В. Катаева были оперы «Умница» К. Орфа, «Нежность» В. С. Губаренко, «Человеческий голос» Ф. Пуленка, «Моцарт и Сальери» Н. А. Римского-Корсакова (Калининградский музыкальный театр, 1998), «Свадьба Фигаро» В. А. Моцарта (Оперная студия Московской консерватории, 1980, Софийская консерватория, 1987). Его последней режиссёрской работой стала постановка этой оперы в начале 1999 в Петрозаводске с участием Карельской государственной филармонии, Симфонического оркестра филармонии, Петрозаводской консерватории и Государственного музыкального театра Карелии (после смерти В. В. Катаева премьеру провел его ученик, дирижёр С. Д. Дяченко). В его репертуаре было более 30 опер В. А. Моцарта, Дж. Россини, Дж. Верди, П. Чайковского, Н. Римского-Корсакова, Ж. Бизе, К. Вебера, Ш. Гуно и других авторов.

## Педагогическая деятельность
Продолжая активную концертную деятельность, В. В. Катаев преподавал на кафедрах оперно-симфонического дирижирования и оперной подготовки Белорусской и Московской консерваторий, став воспитателем нового поколения певцов и дирижёров. Педагогический талант, профессиональная убедительность, огромная эрудиция, человеческая отзывчивость, обаяние и блистательное чувство юмора помогали ему устанавливать тесный психологический контакт со студентами, добиваться от молодых исполнителей точного выражения необходимых ему музыкальных идей и эмоций.

Среди учеников В. В. Катаева — дирижёры Ф. Кадена, С. Дяченко, М. Грановский, М. Козинец, С. Кофанов, З. Шатило, И. Жусс, Г. Бургонь, Ф. Каруи, В. Пул, П. Рофэ, Ж.-Ф. Нажарро, Ж. Нопр, певцы А. Агади, В. Байков, В. Богачёв, А. Виноградов, С. Гайдей, Х. Герзмава, О. Гурякова, В. Дубовской, Н. Загоринская, А. Кочинян, М. Светлов (Крутиков), В. Мякотин, Л. Салей, Б. Стаценко, Е. Сон, В. Чернов. Вспоминает Любовь Казарновская: 
Виталий Катаев мог посвятить себя оперному театру, но предпочел студию. Это было его призвание. Он очень любил молодых «неиспорченных» певцов, был как хорошая нянька, которая помогает делать первые шаги. Его педагогический дар был уникален. Он умел вытаскивать из нас результат. Иногда я спрашивала его, почему он с нами так возится, зачем так себя растрачивает, не жалея крови и энергии. А он всегда отвечал примерно следующее: «Вы ещё не избалованы, вы свежие, из вас интересно лепить, вы, как чистые листы бумаги, на которых можно ещё написать „Я помню чудное мгновенье“, а не матерные ругательства».

С 1987 он регулярно вёл дирижёрские мастер-классы в Высшей Национальной консерватории в Париже. В 1988 телеканал La Sept — ARTE Архивная копия от 12 августа 2014 на Wayback Machine совместно с Министерством культуры Франции сняли полнометражный документальный фильм «Мастер-класс Виталия Катаева Архивная копия от 23 января 2011 на Wayback Machine» (реж. Ж.-Л.Комолли Архивная копия от 21 января 2011 на Wayback Machine). Вот что пишет профессор Московской консерватории В. Березин:
В 1988 году французский канал «Артэ» снял полнометражный фильм о дирижёрском мастер-классе Катаева в Парижской консерватории. То были отнюдь не только уроки дирижирования (позднее эта картина получила I приз на Международном кинофестивале в Монреале). На протяжении всего фильма Катаев ни разу не говорит ни о русской душе, ни о родных берёзках, хотя работает над симфониями Чайковского и Шостаковича. Но это уроки патриотизма, пронзительной любви и неизбывной верности русской культуре. Замечательно талантливая пропаганда «наших ценностей», которой так и не овладели отечественные пиарщики и политологи.

## Избранные записи и публикации
- В 2001 в память о В. В. Катаеве Российским авторским обществом выпущен альбом из трёх компакт-дисков его концертных записей с Билькентским академическим симфоническим оркестром BASSO (6-я и 10-я симфонии Д. Шостаковича, 3-я симфония С. Рахманинова, 5-я симфония П. Чайковского);
- Э. В. Денисов. «Реквием». Дирижёр — В. В. Катаев. Исполнители: Нелли Ли — сопрано, Алексей Мартынов — тенор, Государственный академический хор Латвийской ССР. Запись 1984. Слушать на сайте classic-online.ru Архивная копия от 25 мая 2011 на Wayback Machine;
- «Выразительная и конструктивная роль ритма в исполнительской интерпретации оперы Моцарта „Свадьба Фигаро“ (исполнительско-дирижёрский анализ)» (сб. «Проблемы творчества Моцарта», научн. труды Моск. конс., вып. 5, М.,1993);
- «Ритм в исполнительской интерпретации 1 части 5-й Симфонии Бетховена» (сб. «Инструментальная музыка классицизма: вопросы теории исполнительства», научн. труды Моск. конс., вып. 22, М.,1998)
- «Оперная практика для студентов-вокалистов» («Российский музыкант», 1996, февр.);
- «Травиата» на сцене Большого Зала" («Сов. музыкант», 1984, № 6, 18 апр.);
- «Симфонию Грига открыла Москва» («Муз. жизнь», 1981, № 15);
- «Вновь открытая симфония Э.Грига» («Сов. музыка», 1986, № 6);
- «Трудная дорога к 13-й» («Муз. жизнь», 1996, № 7-8);
- «Умирают в России страхи» («Русская мысль», 1996, № 4146; перепечатано в кн. «Шостаковичу посвящается», сб. статей, МГК, Композитор, 1997);
- «Мелкий жизненный случай в практике великого композитора» («Экран и сцена», 1997, № 3/367).

## Другие ссылки
- Страница на сайте Московской консерватории Архивная копия от 17 июня 2013 на Wayback Machine;
- «И Моцарт в птичьем гаме» («Губерния»/Петрозаводск/, 1999, № 23, 10 июня);
- Столярчук К. «Симфония о смысле бытия» («Вечерний Минск», 1999, № 49, 16 марта);
- «Ауфтакт Виталия Катаева Архивная копия от 13 сентября 2014 на Wayback Machine» («Северный Курьер», 1999, № 61, 18 марта).